# Cumella africana
Cumella africana är en kräftdjursart som beskrevs av Mihai Bacescu 1972. Cumella africana ingår i släktet Cumella och familjen Nannastacidae. Inga underarter finns listade i Catalogue of Life.